# Sýgkrasi
Sýgkrasi är en ort i Cypern.   Den ligger i distriktet Eparchía Ammochóstou, i den östra delen av landet, 50 km öster om huvudstaden Nicosia. Sýgkrasi ligger 20 meter över havet och antalet invånare är 186. Den ligger på ön Cypern.
Terrängen runt Sýgkrasi är platt åt sydost, men åt nordväst är den kuperad. Närmaste större samhälle är Famagusta, 18,6 km söder om Sýgkrasi. 